# Henrik L’Abée-Lund
Henrik L'Abée-Lund (ur. 23 marca 1986 w Trondheim) – norweski biathlonista, mistrz świata i Europy.

## Kariera
Po raz pierwszy na arenie międzynarodowej pojawił się 23 listopada 2004 roku, kiedy w zawodach Pucharu IBU zajął 9. miejsce w biegu indywidualnym. W 2006 roku wystąpił na mistrzostwach świata juniorów w Presque Isle, gdzie w tej samej konkurencji był szósty, a w sztafecie zajął czwarte miejsce. Na rozgrywanych rok później mistrzostwach świata juniorów w Martello zdobył srebrny medal w sztafecie i brązowy w sprincie.
W Pucharze Świata zadebiutował 4 lutego 2011 roku w Presque Isle, zajmując 17. miejsce w sprincie. Tym samym już w swoim debiucie zdobył pierwsze pucharowe punkty. Na podium zawodów tego cyklu po raz pierwszy stanął już 9 marca 2013 roku w Soczi, kończąc rywalizację w sprincie na trzeciej pozycji. Wyprzedzili go jedynie Francuz Martin Fourcade i Rosjanin Jewgienij Ustiugow.
W 2010 na Zimowych igrzysk wojskowych w Dolinie Aosty zdobył srebrny medal w biatlonie - sprint drużynowo (10 km).
Największy sukces osiągnął w 2013 roku, kiedy wspólnie z Ole Einarem Bjørndalenem, Tarjei Bø i Emilem Hegle Svendsenem zdobył złoty medal w sztafecie podczas mistrzostw świata w Novym Měscie. Na tej samej imprezie był też między innymi dziewiąty w biegu indywidualnym. Kilkukrotnie zdobywał medale mistrzostw Europy, w tym złoty w sztafecie na mistrzostwach Europy w Ufie w 2009 roku. Uczestnik zawodów World Team Challenge 2009.

## Osiągnięcia

### Mistrzostwa świata
| Rok  | Miejscowość | Konkurencje | Konkurencje | Konkurencje | Konkurencje | Konkurencje | Konkurencje | Konkurencje |
| Rok  | Miejscowość | IN          | SP          | PU          | MS          | RL          | MR          | SR          |
| ---- | ----------- | ----------- | ----------- | ----------- | ----------- | ----------- | ----------- | ----------- |
| 2013 | Nové Město  | 9.          | 37.         | 20.         | 17.         | 1.          | nd.         | nd.         |
| 2015 | Kontiolahti | nd.         | 35.         | 29.         | nd.         | nd.         | nd.         | nd.         |

### Mistrzostwa świata juniorów
| Rok  | Miejscowość  | Konkurencje | Konkurencje | Konkurencje | Konkurencje | Konkurencje | Konkurencje | Konkurencje |
| Rok  | Miejscowość  | IN          | SP          | PU          | MS          | RL          | MR          | SR          |
| ---- | ------------ | ----------- | ----------- | ----------- | ----------- | ----------- | ----------- | ----------- |
| 2006 | Presque Isle | 6.          | 13.         | 11.         | nd.         | 4.          | nd.         | nd.         |
| 2007 | Martello     | 18.         | 3.          | 6.          | nd.         | 2.          | nd.         | nd.         |

### Mistrzostwa Europy
| Rok  | Miejscowość | Konkurencje | Konkurencje | Konkurencje | Konkurencje | Konkurencje | Konkurencje | Konkurencje |
| Rok  | Miejscowość | IN          | SP          | PU          | MS          | RL          | MR          | SR          |
| ---- | ----------- | ----------- | ----------- | ----------- | ----------- | ----------- | ----------- | ----------- |
| 2009 | Ufa         | 13.         | 16.         | 5.          | nd.         | 1.          | nd.         | nd.         |
| 2010 | Otepää      | 13.         | 32.         | 32.         | nd.         | 5.          | nd.         | nd.         |
| 2011 | Ridnaun     | nd.         | 12.         | 6.          | nd.         | 5.          | nd.         | nd.         |
| 2012 | Osrblie     | 29.         | 8.          | 11.         | nd.         | 2.          | nd.         | nd.         |
| 2016 | Tiumeń      | nd.         | 2.          | 21.         | 7.          | nd.         | 3.          | nd.         |

### Puchar Świata

#### Miejsca w klasyfikacji generalnej
| Sezon     | Miejsce |
| --------- | ------- |
| 2010/2011 | 65.     |
| 2011/2012 | 68.     |
| 2012/2013 | 24.     |
| 2013/2014 | 42.     |
| 2014/2015 | 49.     |
| 2015/2016 | 60.     |
| 2016/2017 | 41.     |
| 2017/2018 | 17.     |
| 2018/2019 | 19.     |

#### Miejsca na podium chronologicznie
| Lp. | Dzień       | Rok  | Miejscowość   | Konkurencja               | Lokata | Pudła   | Czas biegu | Strata | Zwycięzca       |
| --- | ----------- | ---- | ------------- | ------------------------- | ------ | ------- | ---------- | ------ | --------------- |
| 1.  | 9 marca     | 2013 | Soczi         | Sprint na 10 km           | 3.     | 0+0     | 26:08,3    | +51,0  | Martin Fourcade |
| 2.  | 18 stycznia | 2014 | Rasen-Antholz | Bieg pościgowy na 12,5 km | 3.     | 0+0+2+0 | 31:25,4    | +4,8   | Simon Schempp   |
| 3.  | 15 marca    | 2018 | Oslo          | Sprint na 10 km           | 1.     | 0+0     | 26:10,3    | –      | –               |